# Offenbach am Main
Offenbach am Main város Németországban, Hessen szövetségi tartomány déli részén.

## Történelme
A város alapjait a frankok tették le 561-ben. A 6. vagy a 7. században már temető létezett a településen, arra lehet ezzel következtetni, hogy már keresztények voltak az itteniek.
Az első írásos emlék a városról 977-ben II. Ottó császár egyik okiratában (Frankfurt am Main dómjában találták meg) szerepel.
1255-ben Falkastein család kapta meg a birtokot. 1372-ben Falkenstein Fülöp gróf 1000 forintért elzálogosította a várost Frankfurt am Main városának.
1486-ban Isenburg Lajos gróf visszaszerezte a várost. Az Isenburg grófok itt építették ki a rezidenciájukat. 1559-ben a város evangélikussá vált.
A harmincéves háborúban 1631-ben a svédek megszállták a várost. 1698-ban Isenburgi János Fülöp gróf a várost a hugenottáktól megszerezte.
A 18. században városi rangot kapott. A településen ekkor a dohánytermesztés játszott kulcsszerepet a gazdaságban. Goethe 1775-ben itt udvarolt Lili Schönemannak. Ekkor alakult az első ipari központ. 1798-ban a katolikusok 200 év után ismét Istentiszteletet tartottak Offenbachban.
1815-ben az Isenburgok elvesztették a várost és Ausztria része lett. 1819-ben Hesseni Nagyhercegség része. 1828-ban szabad város lett. 1832-ben a város járási székhely lett. 1842-ben megalapították a Darmstädter Chemiker vállalatot. 1848-ban megnyitották a Frankfurt-Offenbach vasutat. 1873-ban megépítették a főpályaudvart.
A második világháború befejeztével a város 36%-a megsemmisült.

## Lakossága

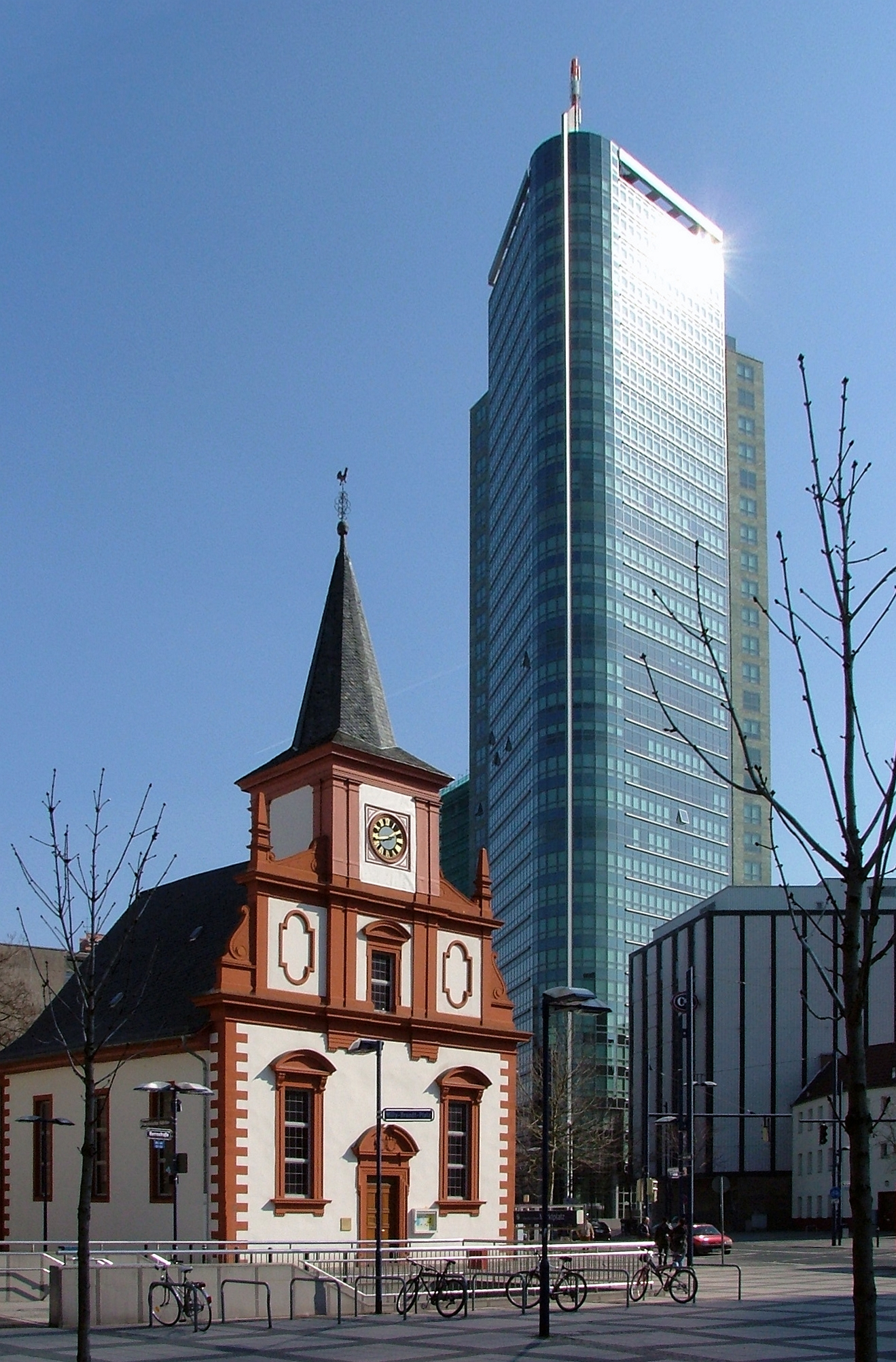
A város két arca.

A lakosság 31,1%-a nem német anyanyelvű: 7 180 fő török, 4 102 fő olasz, 3 867 fő görög, 3 329 fő szerb, 2000 fő lengyel, 1 664 fő marokkói, 1 347 bosnyák.
| Év                  | Lakosság (fő) |
| ------------------- | ------------- |
| 1540                | 480           |
| 1685                | 600           |
| 1718                | 1.500         |
| 1800                | 5.000         |
| 1816                | 6.210         |
| 1825                | 7.147         |
| 1828                | 7.466         |
| 1830                | 7.498         |
| 1834. december 1. ¹ | 9.433         |
| 1840. december 1. ¹ | 9.597         |
| 1843. december 3. ¹ | 9.883         |
| 1846. december 3. ¹ | 11.565        |
| 1852. december 3. ¹ | 11.087        |
| 1855. december 3. ¹ | 13.724        |
| 1861. december 3. ¹ | 16.708        |
| 1864. december 3. ¹ | 19.390        |

| év                  | Lakosság (fő) |
| ------------------- | ------------- |
| 1867. december 3. ¹ | 20.322        |
| 1871. december 1. ¹ | 22.689        |
| 1875. december 1. ¹ | 26.012        |
| 1880. december 1. ¹ | 28.597        |
| 1885. december 1. ¹ | 31.704        |
| 1890. december 1. ¹ | 35.064        |
| 1895. december 2. ¹ | 39.388        |
| 1900. december 1. ¹ | 50.468        |
| 1905. december 1. ¹ | 59.765        |
| 1910. december 1. ¹ | 75.583        |
| 1916. december 1. ¹ | 67.197        |
| 1917. december 5. ¹ | 67.483        |
| 1919. október 8. ¹  | 75.380        |
| 1925. június 16. ¹  | 79.362        |
| 1933. június 16. ¹  | 81.329        |
| 1939. május 17. ¹   | 85.140        |

| év                     | Lakosság (fő) |
| ---------------------- | ------------- |
| 1945. december 31.     | 70.600        |
| 1946. október 29. ¹    | 75.479        |
| 1950. szeptember 13. ¹ | 89.030        |
| 1956. szeptember 25. ¹ | 104.283       |
| 1961. június 6. ¹      | 116.195       |
| 1965. december 31.     | 117.893       |
| 1970. május 27. ¹      | 117.306       |
| 1975. december 31.     | 115.251       |
| 1980. december 31.     | 110.993       |
| 1985. december 31.     | 107.090       |
| 1987. május 25. ¹      | 111.386       |
| 1990. december 31.     | 114.992       |
| 1995. december 31.     | 116.533       |
| 2000. december 31.     | 117.535       |
| 2005. szeptember 30.   | 119.833       |
| 2006. szeptember 30.   | 117.487       |

¹ Népszámlálás

## Polgármesterek
| - 1824 – 1826: Peter Georg d'Orville - 1826 – 1834: Heinrich Philipp Schwaner - 1834 – 1837: Peter Georg d'Orville - 1837 – 1849: Jonas Budden - 1849 – 1859: Friedrich August Schäfer - 1859 – 1867: Johann Heinrich Dick - 1867 – 1874: Johann Martin Hirschmann - 1874 – 1882: Hermann Stölting - 1883 – 1907: Wilhelm Brink - 1907 – 1919: Dr. Andreas Dullo - 1919 – 1933: Dr. Max Granzin | - 1933 – 1934: Dr. Heinrich Schönhals - 1934 – 1945: Dr. Helmut Schranz - 1945 – 1946: Friedrich Reinicke - 1947 – 1949: Johannes Rebholz - 1950 – 1957: Hans Klüber - 1957 – 1974: Georg Dietrich - 1974 – 1980: Walter Buckpesch - 1980 – 1986: Walter Suermann - 1986 – 1994: Wolfgang Reuter - 1994 – 2006: Gerhard Grandke - 2006. I. 21. - 2018: Horst Schneider - 2018. I. 21. -: Felix Schwenke |

## Kultúra

### Színházak
A városban számos színház van:
- „Theaterclub Elmar“
- Capitol

### Múzeumok
- Cípőmúzeum – Schuhmuseum
- Művészeti múzeum

## Testvérvárosai
- Franciaország Puteaux (1955)
- Luxemburg Esch-sur-Alzette (1956)
- Ausztria Mödling (1956)
- Belgium Saint-Gilles-les-Bruxelles, Brüsszel (1956)
- Egyesült Királyság Tower Hamlets, London (1956)
- Kína Jangcsou (1997)
- Szerbia Zimony, Belgrád (1956)
- Olaszország Velletri (1957)
- Japán Kavagoe (1973)
- Nicaragua Rivas (1986)
- Magyarország Kőszeg (1995)

## Sport
A legnagyobb futballcsapat a Kickers Offenbach (OFC). Ők a Stadion am Bieberer Berg-ben gyakorolnak.